# Hans Imfeld
Hans Imfeld (* 21. Juni 1902 in Sarnen; † 3. Juli 1947 in Saigon) war ein französischer Kolonialoffizier schweizerischer Herkunft, zuletzt im Rang eines Colonel. Gegen Ende des Zweiten Weltkrieges leitete er Guerillaoperationen in Französisch-Indochina gegen die japanischen Besatzungstruppen und wurde Ende August 1945 zum obersten Vertreter Frankreichs in Laos ernannt. Während des Indochinakrieges fiel er einem Attentat der Việt Minh zum Opfer.

## Leben
Hans Imfeld war der älteste von drei Brüdern aus Sarnen im Kanton Obwalden. Nach Ablegen der Handelsmatura wanderte er 1922 nach Frankreich aus, mit dem Ziel eine Militärkarriere bei den Kolonialtruppen der französischen Armee zu beginnen und die französische Staatsbürgerschaft zu erlangen, was 1925 gelang. Nach dem Besuch der Artillerie-Offiziersschule (École de l’artillerie)  in Poitiers und Fontainebleau wurde er zunächst in Französisch-Nordafrika eingesetzt.
1932 ließ sich Imfeld dann nach Französisch-Indochina versetzen. Hier verbrachte er auf verschiedenen Posten des militärgeographischen Dienstes und der Artillerietruppe den Großteil des folgenden Jahrzehntes, lediglich im Jahr 1937 war er für eine topographische Mission im Libanon im Einsatz. Seine in diesen Jahren gesammelten Erfahrungen machten ihn zu einem Experten der südostasiatischen Region.
Während des Zweiten Weltkrieges wurde Französisch-Indochina nach der Niederlage des Mutterlandes von der japanischen Armee besetzt, die aber die Vichy-treue Kolonialadministration unter Generalgouverneur Jean Decoux im Amt beließ. Hans Imfeld blieb zunächst auch unter Decoux im Kolonialdienst, setzte sich aber schließlich Anfang Oktober 1943 über die Grenze nach China ab, wo er in Kunming zu den freifranzösischen Kräften überlief. In Abwesenheit wurde er daraufhin von einem Militärtribunal in Hanoi zum Tode verurteilt.
1944 wurde er, zum Major befördert, bei der freifranzösischen Vorausabteilung in Zusammenarbeit mit britischen Spezialeinheiten in Britisch-Indien eingesetzt.
Am 26. Februar 1945 sprang er mit dem Fallschirm über Tonkin (Nordvietnam) ab, mit dem Ziel als Agent im Untergrund Widerstand gegen die Japaner zu organisieren. Wenige Tage später, am 9. März, stürzte das japanische Militär jedoch die französische Verwaltung. Imfeld, der sich zu diesem Zeitpunkt in Hanoi befand, konnte dem japanischen Zugriff entkommen und gelangte im Frühjahr nach Nord-Laos. Er übernahm nun das Kommando über die verbliebenen profranzösischen Guerilla-Verbände im Nordwesten des Landes. Ende August brach die japanische Herrschaft in Indochina zusammen, und die französisch-laotischen Truppen zogen kampflos in Luang Prabang ein. Der dort residierende König Sisavang Vong, der äußerst frankophil eingestellt war und nur unter japanischem Druck die Unabhängigkeit erklärt hatte, empfing Imfeld mit allen Ehren und versicherte seine Loyalität zu Frankreich. Imfeld wurde währenddessen, um seine Position zu stärken, von Präsident Charles de Gaulle zum Commissaire de la République und damit obersten Vertreter Frankreichs in Laos ernannt.
Die laotische Regierung in Vientiane unter Prinz Phetsarath strebte hingegen weiterhin die Unabhängigkeit an und stellte sich damit gegen den König. Währenddessen trafen Ende September in Luang Prabang die ersten nationalchinesischen Truppen ein, da das nördliche Indochina auf der Potsdamer Konferenz zur chinesischen Besatzungszone erklärt worden war. Die chinesischen Soldaten entwaffneten Imfeld und seine Männer und stellten sie unter Hausarrest. Abgesehen davon beschränkten sie sich darauf, die Opiumernte sicherzustellen, und hielten sich somit aus den weiteren politischen Entwicklungen heraus. Die Truppen der Lao-Issara-Unabhängigkeitsbewegung zogen daraufhin im November in Luang Prabang ein. Die Bedingungen für Imfeld und seine Männer wurden nun zunehmend schlechter. Als ihnen schließlich auch keine Nahrungsmittel mehr zur Verfügung gestellt wurden, sahen sie sich gezwungen, ihre chinesischen Bewacher darum zu bitten, sie über den Mekong nach Thailand zu evakuieren, was am 4. Januar 1946 erfolgte.
Von Süden kommende französische Truppen besiegten die laotischen Unabhängigkeitskämpfer jedoch im März 1946 vernichtend und stellten bis Mai die französische Herrschaft wieder her. König Sisavang Vong wurde für seine Treue zu Frankreich belohnt und als König von ganz Laos bestätigt.
Hans Imfeld war bereits im April von Jean de Raymond als Commissaire für Laos abgelöst worden. Über Thailand kehrte er nach Saigon zurück. Er wurde nun zum Militärbefehlshaber der Pays Thaïs im nordwestlichen Vietnam ernannt; im Oktober 1946 gelangte er mit dem Fallschirm nach Điện Biên Phủ. Während Imfeld versuchte, die Montagnards auf die Seite Frankreichs zu bringen, eskalierte im Tiefland Ende 1946 der Konflikt mit der vietnamesischen Unabhängigkeitsbewegung und der Indochinakrieg brach aus. Wenig später kehrte Imfeld nach Saigon zurück und bereitete seine Rückkehr nach Europa vor. Er wurde jedoch am 3. Juli von einem Việt-Minh-Attentäter in seiner Unterkunft erstochen. 1949 wurden seine sterblichen Überreste in die Schweiz überführt und in seinem Heimatort Sarnen beigesetzt.

## Ehrungen und Rezeption
Für seine Leistungen in Laos war Hans Imfeld als Ritter der Ehrenlegion und Großoffizier des königlichen Ordens von Laos ausgezeichnet worden. Die Stadt Limoges, wo er zeitweise gewohnt hatte, benannte nach ihm eine Straße Rue du Colonel Imfeld.
Während der Jahre 1945/46 verfasste Imfeld vier Tagebücher mit insgesamt etwa 800 Seiten, wobei er phonetisches Französisch mit einem deutschen Stenografie-System kombinierte. Diese Unterlagen wurden von seiner Familie später an das Staatsarchiv Obwalden übergeben. Der Schweizer Autor Carlo von Ah, der die Familie Imfeld kannte und als Kind den Trauerzug miterlebt hatte, entzifferte die nur schwer lesbaren Tagebücher und verfasste darauf basierend das 2013 erschienene Werk „Durch Dschungel und Intrigen“, eine Biografie Hans Imfelds in Form eines historischen Romans.